# Entosthodon apophysatus
Entosthodon apophysatus är en bladmossart som beskrevs av Mitten 1859. Entosthodon apophysatus ingår i släktet koppmossor, och familjen Funariaceae. Inga underarter finns listade i Catalogue of Life.